# 佐藤孝
佐藤 孝（さとう たかし）は建築家・デザイナーである。北海道科学大学建築学科教授を務める。

## 経歴
1978年、多摩美術大学美術学部建築科卒業。1981年、多摩美術大学大学院修了、芸術学修士。大学院に在学中、設計事務所UrbanHeads共同設立(東京都)。建設省建築研究所瀬尾文彰環境構造研究会に参加。1984年、北海道工業大学建築工学科助手。講師、助教授を経て、2001年、北海道工業大学(旧称、現・北海道科学大学)建築学科教授。
- 所属学会：日本建築学会、日本建築家協会

## 受賞歴
- 2014年 日本建築学会作品選奨「北海道工業大学体育館“HIT ARENA”」
- 2008年 日本建築学会作品選奨「北海道薬科大学臨床講義棟C」
- 2007年 照明学会優秀建築賞「北海道薬科大学臨床講義棟C」
- 2006年 公共建築賞優秀賞「北海道工業大学 講義棟G」
- 2005年 札幌市都市景観賞「北海道工業大学バス待合所」
- 2003年 北海道建築奨励賞「北海道工業大学 講義棟G」
- 2003年 照明学会優秀建築賞「北海道工業大学 講義棟G」
- 1998年 日本建築家協会北海道支部住宅部会住宅賞「澁さんの家」

## 主な作品
- 建築作品「北海道薬科大学臨床講義棟C」2006年　日本建築学会作品選集2008
2006年からの薬学教育制度6年制を迎えて，薬剤師の実務実習プレトレーニングで使用する臨床薬学の教育施設である。「臨床薬学」は薬を媒介とした、患者と医者と薬剤師のコミュニケーションの上に成立する。その教育環境として臨床講義棟は自習やグループディスカッションのため、随所にアルコーブを置き、学生の主体的な学習姿勢に対応している。アルコーブ空間の立体的関係性の「Room」と「Space」の織りなす空間は、ミーティングや自習などの学生のアクティヴな学習環境をつくっている。
- 建築作品「北海道工業大学バス待合所」2005年
- 建築作品「北海道工業大学 講義棟G」2001年　日本建築学会作品選集2003
北海道工業大学講義棟Gはキャンパスの連結器であり、北国のキャンパスでのガレリアは冬のキャンパスのアクティビティを生む。またガレリアの横断ブリッジでは、木の枝に止まる鳥のように吹き抜けの様々な高さを体感し、学生は翼を得たように空間を楽しむ。6°の非平行壁と木ボーダーは、講義終了後の教室移動時の吹抜け内での大声や騒音の反響を和らげている。また6°はキャンパスのシンボル手稲山へ景観角度でもある。
- 建築作品「織壁の家」住宅建築1999年3月号　日本建築学会作品選集2000
- 建築作品「澁さんの家」住宅建築1998年3月号
- 建築作品「蜜蜂の宿」建築文化1989年10月号　日本建築学会作品選集1989
- 建築作品「心理学者の家」新建築住宅特集1988年4月号
- 舞台美術「日本建築家協会全国大会JIA'95メインステージデザイン」1995年、札幌教育文化会館大ホール
- 造形作品「CONTEXTURE--WALL」1989年　桂材、多摩美術大学大学院韓日OB展　現代百貨店美術館、韓国ソウル市
- 造形作品「CONTEXTURE--WALL」1990年　桂材、北の建築家展　北海道立近代美術館、札幌市
- 造形作品「FROZEN MENBRANE」1981年　コンクリート、新宿文化センター、東京都新宿区
- 造形作品「RESTRICTION:301/311」1979年　アルミニウム+ステンレスワイヤー、神奈川県立県民ギャラリー、横浜市

## 建築論
- 建築論「北のデザイン」住宅建築別冊「北国の住まい---新しい潮流」1989年　建築思潮研究所
- 建築論「北国の潮流、その後　対談:佐藤孝+平良敬一」住宅建築1997年8月号
- 建築論「ガストン・バシュラールの家屋のイマージュ」住宅建築1998年6月号
- 建築論「素材と物質性の詩人 ピーター・ズントー」センターリポート第144号　2003年　北海道建築指導センター
- 建築論「20回の発表作品から見る北海道の建築の動向 」日本建築学会北海道支部 作品発表会作品集2000
- 建築論「北海道の住宅における中間領域設計手法に関する研究」日本建築学会大会学術講演梗概集1996年、2000年
- 建築論「アジアの都市と集落の居住空間形成に関する研究--中国内蒙古の都市と住居の伝統と変容」トヨタ財団研究助成

## その他
- 日本建築学会作品選奨審査委員
- 日本建築学会作品選集全国審査員
- 日本建築学会代議員
- 日本建築学会北海道支部建築作品発表会主査・実行委員長
- 北海道建築士事務所協会「北国の住まい」住宅設計コンペ審査員
- 北海道プロポーザル選定委員会委員